# Pascendi Dominici gregis
Pascendi Dominici Gregis (Latijn voor het weiden van de kudde des Heren) is een pauselijke encycliek van paus Pius X, die werd gepromulgeerd op 8 september 1907. De paus veroordeelt het modernisme en enkele andere recente ontwikkelingen die betrekking hebben op katholieke dogma's. Pius X stelde een commissie in om de clerus te zuiveren van theologen die het modernisme promoten.
De encycliek bevatte een verplichte antimodernistische eed voor alle katholieke bisschoppen, priesters en leerkrachten. Deze eed werd in 1967 door Paulus VI afgeschaft en in 1989 door Paus Johannes Paulus II vervangen door een nieuwe eedformule.